# Caratê nos Jogos Pan-Americanos de 2019 - Kata por equipes feminino
A categoria kata por equipes feminino foi disputada nas competições do caratê nos Jogos Pan-Americanos de 2019, em Lima. Foi realizada no Polideportivo de Villa El Salvador no dia 9 de agosto.

## Calendário
Horário local (UTC-5).
| Data        | Horário | Fase                |
| ----------- | ------- | ------------------- |
| 9 de agosto | 14:00   | Fase de grupos      |
| 9 de agosto | 16:00   | Disputa pelo bronze |
| 9 de agosto | 17:25   | Final               |

## Medalhistas
|  | DOM República Dominicana                        |  | MEX México                                         |  | BRA Brasil                                       |  | PER Peru                              |
|  | Maria Dimitrova Franchel Oviedo Sasha Rodríguez |  | Cinthia de la Rue Pamela Contreras Victoria Romano |  | Carolaini Pereira Sabrina Pereira Izabel Cardoso |  | Saida Salcedo Sol Romani Rosa Almarza |

## Resultados

### Fase de grupos
Grupo 1
| Atleta                                             | Nação          | Placar |
| -------------------------------------------------- | -------------- | ------ |
| Cinthia de la Rue Pamela Contreras Victoria Romano | MEX México     | 23.06  |
| Carolaini Pereira Sabrina Pereira Izabel Cardoso   | BRA Brasil     | 23.00  |
| Kylie Solis Fiorella Carballo Mariana Sánchez      | CRC Costa Rica | DNS    |

Grupo 2
| Atleta                                          | Nação                    | Placar |
| ----------------------------------------------- | ------------------------ | ------ |
| Maria Dimitrova Franchel Oviedo Sasha Rodríguez | DOM República Dominicana | 24.22  |
| Saida Salcedo Sol Romani Rosa Almarza           | PER Peru                 | 23.86  |
| Natália Pachón María Camila Moreno Diana Muñoz  | COL Colômbia             | 23.62  |

### Finais
Disputa pelo bronze
| Atleta                                           | Nação        | Placar |
| ------------------------------------------------ | ------------ | ------ |
| Carolaini Pereira Sabrina Pereira Izabel Cardoso | BRA Brasil   | 24.06  |
| Natália Pachón María Camila Moreno Diana Muñoz   | COL Colômbia | 23.74  |

| Atleta                                        | Nação          | Placar |
| --------------------------------------------- | -------------- | ------ |
| Saida Salcedo Sol Romani Rosa Almarza         | PER Peru       |        |
| Kylie Solis Fiorella Carballo Mariana Sánchez | CRC Costa Rica | DNS    |

Disputa pelo ouro
| Atleta                                             | Nação                    | Placar |
| -------------------------------------------------- | ------------------------ | ------ |
| Maria Dimitrova Franchel Oviedo Sasha Rodríguez    | DOM República Dominicana | 24.80  |
| Cinthia de la Rue Pamela Contreras Victoria Romano | MEX México               | 24.18  |